# Spirostreptus leucocephalus
Spirostreptus leucocephalus är en mångfotingart som beskrevs av Chamberlin 1941. Spirostreptus leucocephalus ingår i släktet Spirostreptus och familjen Spirostreptidae. Inga underarter finns listade i Catalogue of Life.